# Thamnotettix minoidis
Thamnotettix minoidis är en insektsart som beskrevs av Dlabola 1974. Thamnotettix minoidis ingår i släktet Thamnotettix och familjen dvärgstritar. Inga underarter finns listade i Catalogue of Life.